# Tắc kè lùn đầu vàng
Tắc kè lùn đầu vàng (danh pháp hai phần: Lygodactylus luteopicturatus) là một loài bò sát thuộc Cận bộ Tắc kè. Loài này được tìm thấy ở các vùng đá phía nam Kenya, đông Tanzania, và Zanzibar. Chúng có thể dài tới 90 milimét (3,5 in), nhưng chiều dài trung bình là 80 milimét (3,1 in) với mõm dài 39 milimét (1,5 in). Chiều dài đuôi có thể bằng chiều dài thân từ mõm đến hậu môn.

## Hình ảnh

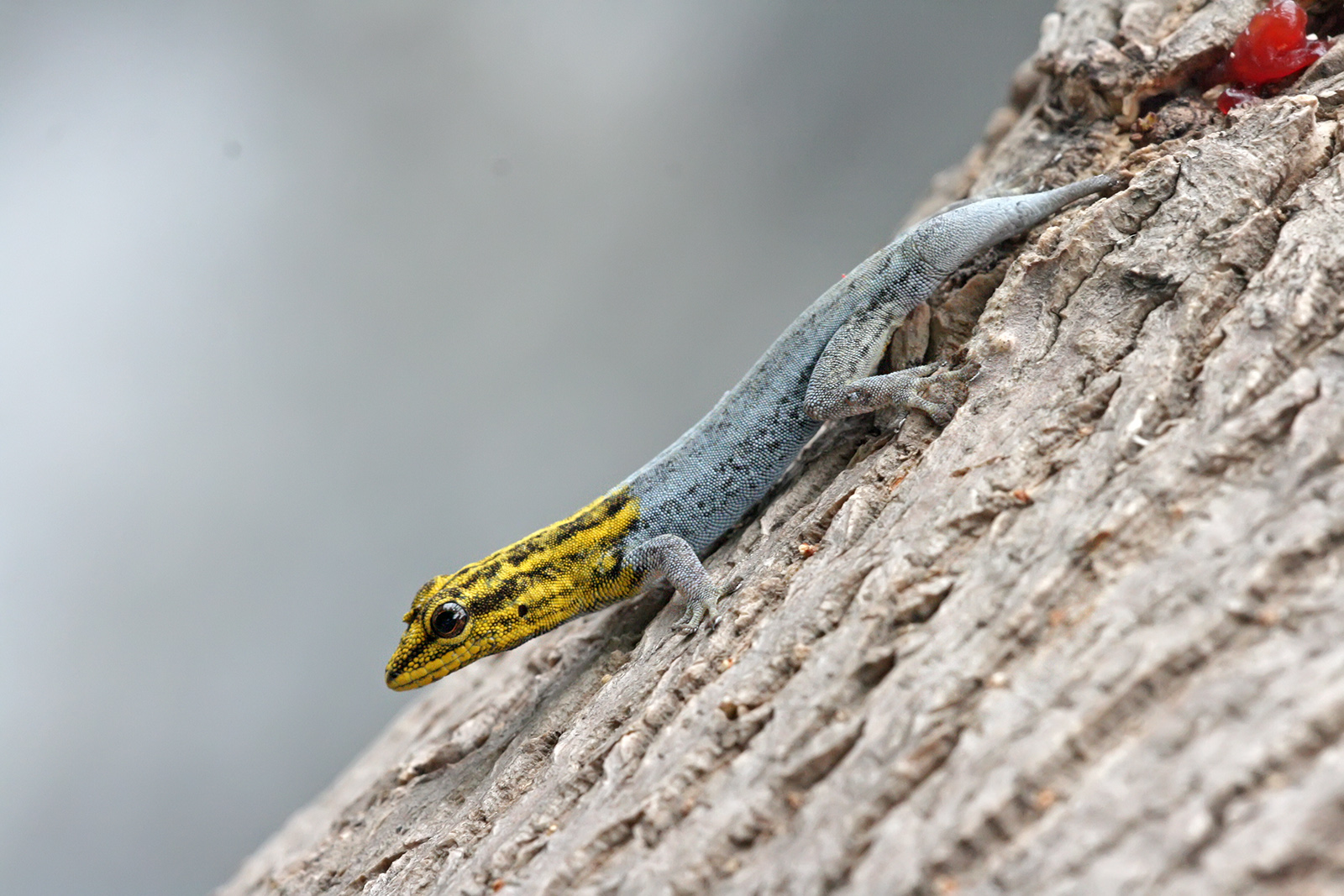
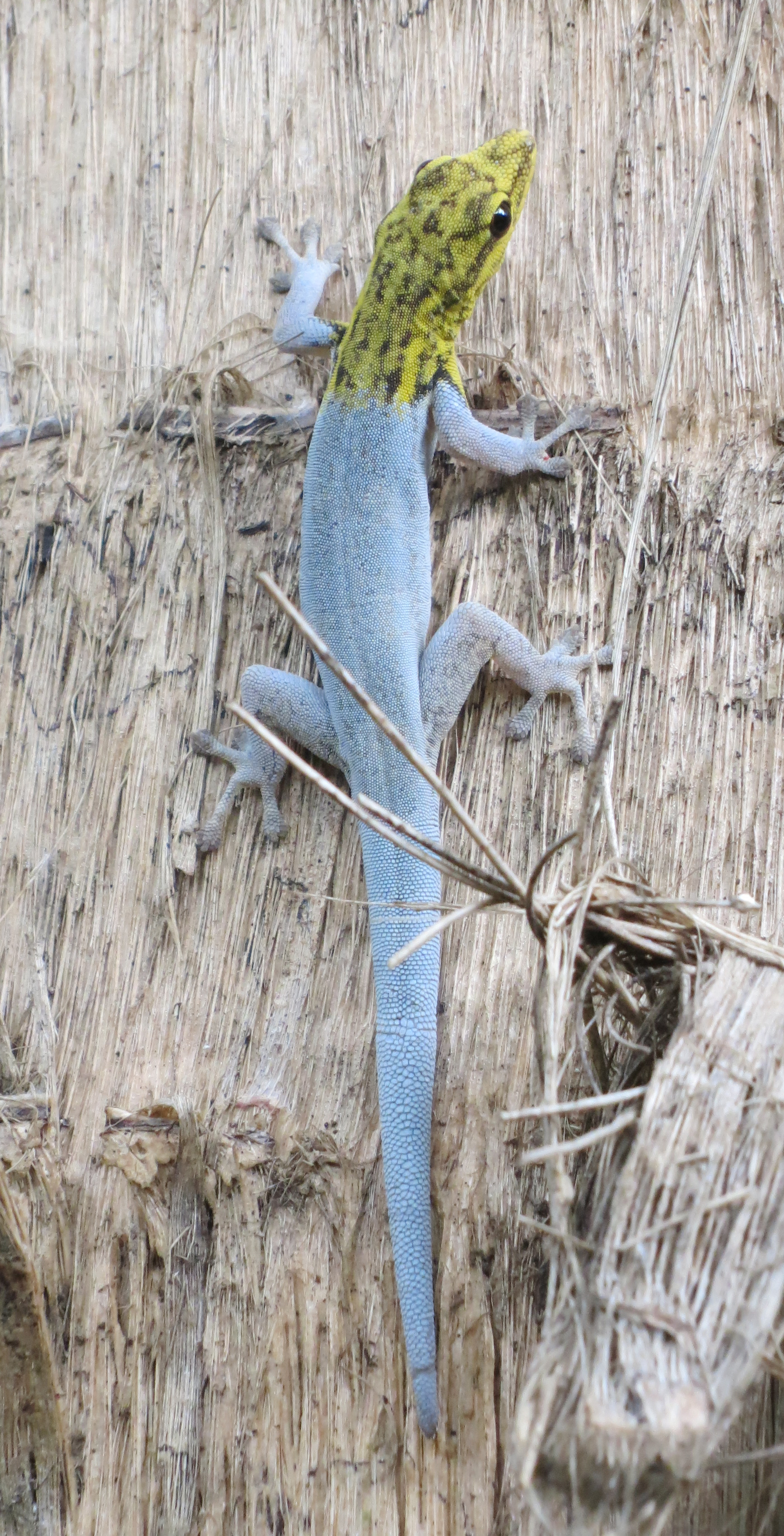
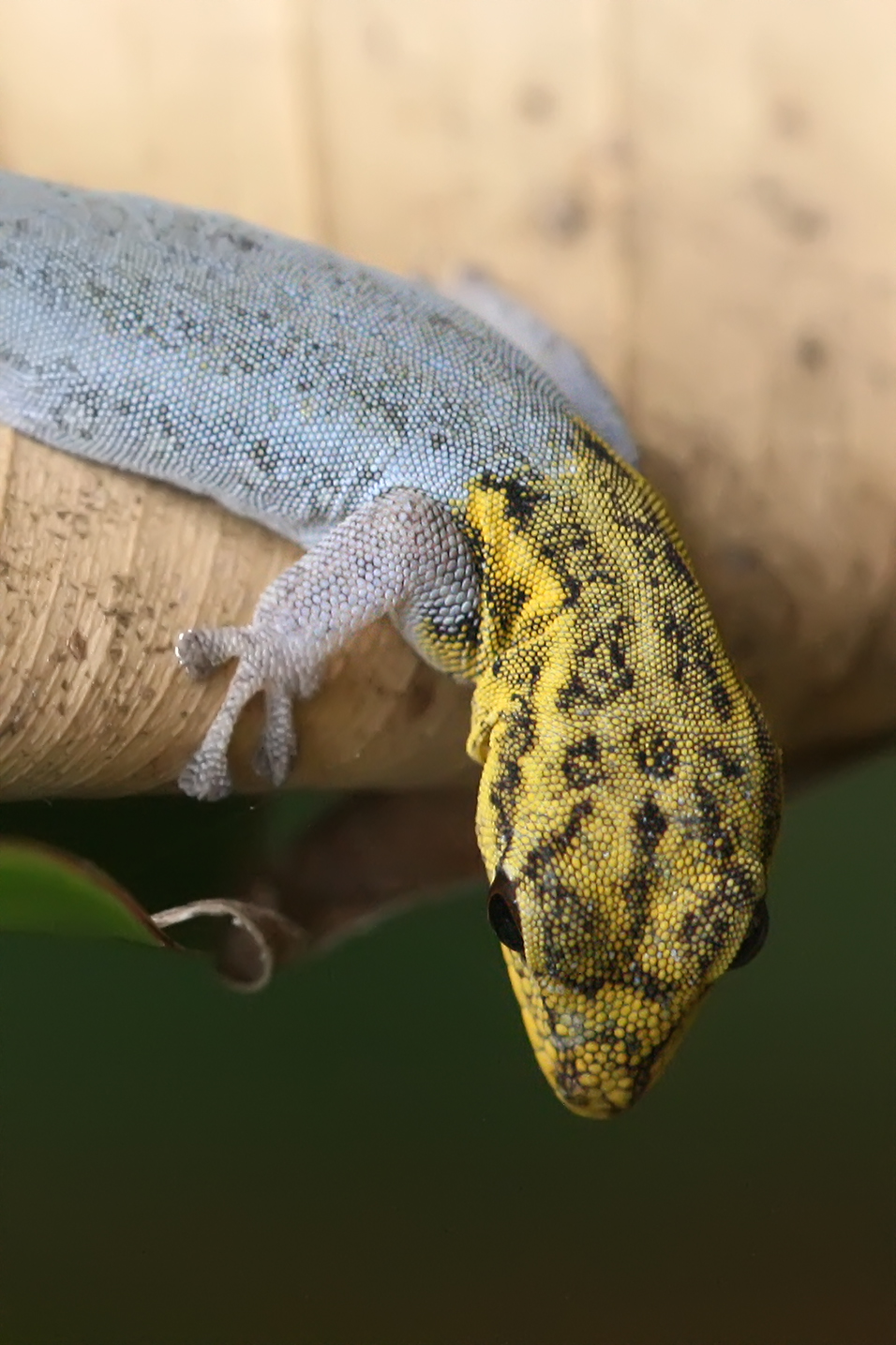